# Барбара Ягеллонка
Барбара Польська або Барбара Ягеллонка (пол. Barbara Jagiellonka, нім. Barbara von Polen; (15 липня 1478—15 лютого 1534) — польська королівна та литовська княжна з династії Ягеллонів, донька короля Польщі Казимира IV та Єлизавети Габсбург, дружина Георга, герцога Саксонського.

## Походження
Барбара Ягеллонка народилася 15 липня 1478 у Сандомирі. Вона була дванадцятою з тринадцяти дітей короля Польщі Казимира IV та Єлизавети Габсбург. Її дідусем та бабусею з батьківської сторони виступали Владислав II Ягайло, Великий князь Литовський, та його четверта дружина, Софія Гольшанська. Дідусем та бабусею з материнської сторони Барбара мала Альбрехта II, короля Німеччини, Угорщини та Чехії, і Єлизавету Люксембурзьку, принцесу Священної Римської імперії.

## Життєпис
Новонароджену дівчинку охрестили 26 липня 1478 року в Сандомирському катедральному соборі Різдва Пресвятої Діви Марії. Церемонію хрещення проводив єпископ краковський Ян Рижовський. Своє ім'я Барбара отримала на честь прабабусі Барбари Цельської.
11 серпня 1496 року відбулися заручини вісімнадцятирічної Барбари та спадкоємця Саксонського престолу, Георга, якому невдовзі виповнювалось двадцять п'ять років. 21 листопада того ж року у Лейпцигу вони побралися. Весілля було пишним та урочистим. На ньому були присутніми 6286 представників польської та німецької знаті. Цей шлюб став ключовим елементом відносин між двома державами. Для родини нареченої він також був важливим через постійне суперництво із домом Габсбургів.

Наступного року народився перший син подружжя, Крістоф. На жаль, він невдовзі помер. Всього у шлюбі Барбари та Георга було десятеро дітей, з яких четверо досягли дорослого віку.

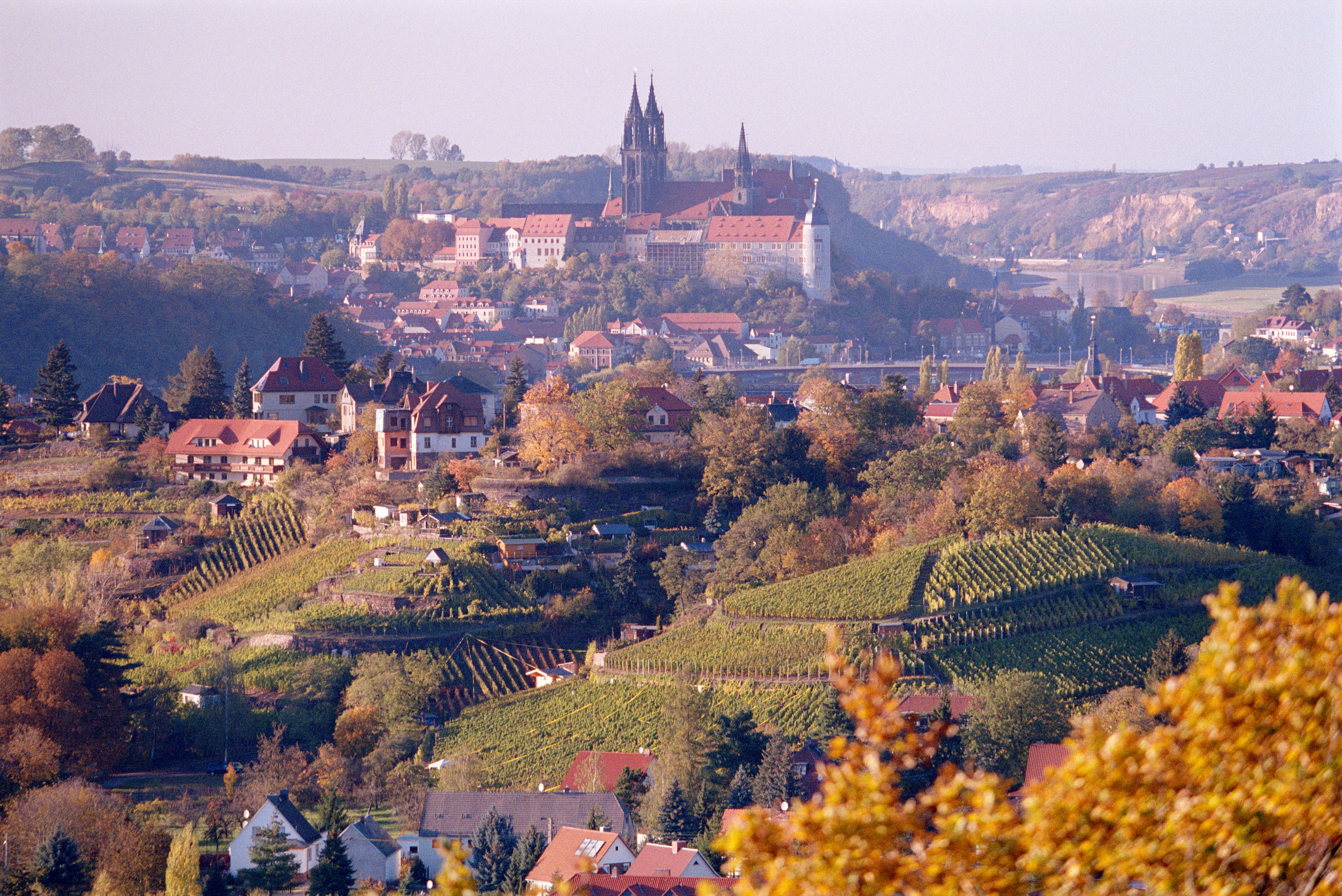
Собор у Майсені

1513 року разом із чоловіком Барбара заснувала Майсенський катедральний собор. В літописах згадуються кілька проведених там служб та літургійних урочистостей з приводу Великодня.
1514 року Георг вів бойові дії у Фрісландії на березі Північного моря. Барбара посилала його довгі листи, які свідчили про мир та ніжність у відносинах. Подружнє життя було сповнене коханням та щастям.
Коли 15 лютого 1534 Барбара померла, Георг був у розпачі. Саме в цей час він відростив бороду, за що отримав прізвисько Бородатий. Своє майно вона заповідала чоловікові, а собору в Майсені передавала у володіння золотий хрест. Вона була похована у підвалі каплиці Святого Георгія в Майсенському соборі 23 лютого 1534 року.
Чоловік пережив її на п'ять років і помер 17 квітня 1539 року у Дрездені. По його смерті з дітей залишалася живою лише донька Христина, сини померли, не залишивши нащадків. Тож герцогство Саксонія успадкував молодший брат Георга — Генріх V, а згодом його син Моріц.
Через свою доньку Христину Барбара і Георг є пращурами останнього імператора Росії Миколи II по материнській лінії.

## Родина

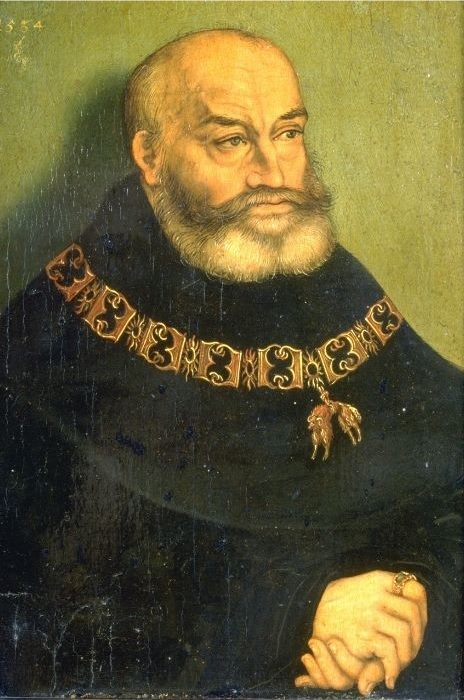
Георг Багатий, чоловік Барбари

Чоловік — Георг Багатий
Діти:
- Крістоф (1497)
- Йоганн (1497—1537) — саксонський принц, спадкоємець престолу. Був одружений з Єлизаветою Гессенською, дітей не залишив.
- Вольфганг (1499—1500)
- Анна (1500)
- Крістоф (1501)
- Агнеса (1503)
- Фрідріх (1504—1539) — саксонський принц. Народився розумово відсталим. Після смерті старшого брата Йоганна став спадкоємцем престолу. Був одружений із Єлизаветою Менсфільдською, помер через чотири тижні після весілля, не залишивши нащадків.
- Крістіна (1505—1549) — дружина ландграфа Гессенського Філіппа, мала численних нащадків.
- Магдалена (1507—1534) — одружена із бранденбурзьким курфюрстом Йоакимом II Гектором, мала дітей.
- Маргарита (1508—1510)